# Ca n'Ametller (Sant Cugat del Vallès)
Ca n'Ametller és un edifici del municipi de Sant Cugat del Vallès (Vallès Occidental) que forma part de l'Inventari del Patrimoni Arquitectònic de Catalunya.

## Descripció
És una masia amb diverses reformes. La coberta és a dues vessants. La façana està formada per diversos cossos afegits. Originàriament era de composició simètrica. La porta d'entrada té el portal rodó adovellat. Els muntants i llindes són rematats amb pedra. A la façana hi ha un rellotge de sol. Al costat lateral de la casa s'ha obert una galeria amb arcs de mig punt. Tota la casa està arrebossada de color blanc.

## Història
El 1691 la propietat va ser adquirida per Onofre Pí i per successió passà a Albert Onofre Pí. A la seva mort la propietat quedar en poder dels frares carmelites de Barcelona l'any 1723 fins que l'any 1780 va ser venuda a Domingo Llobateres "paraire" de la vila de Moià.